# 후삼국 시대
후삼국 시대(後三國 時代, 892년~936년)는 신라 말에 지방의 호족들이 반란을 일으켜 각지에서 군웅이 할거(割據)하던 시대이다. 892년, 신라의 비장 견훤이 서남부의 무진주를 점령 후 한남군 개국공을 칭한 후부터 936년 고려의 왕건이 백제를 멸망시킬 때까지의 시기를 가리킨다. 후백제의 견훤이 처음 왕을 선포한 900년을 시점으로 하기도 한다. 앞서 신라, 고구려, 백제가 대립하던 시기를 삼국 시대라고 칭하고 있으므로 그때와 구분하기 위해 이 시기를 후삼국이라 부른다.
9세기에서 10세기에 이르는 2세기는 골품제를 기반으로 하는 신라가 붕괴되고, 그 속에서 호족 출신인 왕건이 나타나 고려를 건국하였으며, 그 고려가 점차 봉건적인 귀족 국가로 확립되는 시기였다. 동시에 중국에서도 당나라가 망하고 5대(五代)라는 혼란기가 송나라에 의해 수습·통일되면서 한 문화가 복구되어 가는 시기이며, 한편으로는 북방 민족의 재등장이 촉진되고 있어 그 세력이 압력이 남방에 미치던 때였다. 다시 말하면 성당 문화(盛唐文化)가 밀려들어 신라의 문화가 극성기에 달했던 8세기를 끝으로, 신라는 당의 쇠퇴와 거의 때를 같이하여 지방의 호족들이 반란을 일으키면서 결국 붕괴되었으며, 후삼국이라는 과도기를 거쳐 10세기에 이르러 고려 왕조로 재정비되어 갔던 것이다. 특히 이 시기는 중국의 간섭이 없는 독자적인 ‘좌절과 흥기’의 반복으로써 고대 국가가 붕괴되는 역사의 일대 전환점이 되는 때였으며, 외부 도전과 압력에서가 아니라 내부적인 승화 과정이 촉진되었던 시기였다.

## 역사
신라는 통일 이후 안정적인 사회를 유지하며 진골 귀족의 힘을 통제하려 하였다. 하지만 8세기부터 소수의 귀족들에게 권력이 집중되자 왕권이 약화되고 진골 귀족들 간에 분열이 나타났다. 또 계속된 왕위 다툼으로 인해 왕권이 흔들리게 되었고, 정부의 지방 통제력도 약해지면서 지방의 호족들이 성장하였다. 결국 각 지방에서 강한 영향력을 가진 호족들이 중앙정부에 맞서 반란을 일으키는 데에 이르면서 후삼국 시대가 전개되기 시작하였다. 또한 이러한 배경은 후삼국 통일 이후 고려 태조가 지방 호족을 경계하여 왕권 강화를 위한 정책들을 펼친 이유가 된다.

### 민란의 발생
지방 성주(城主) 및 호족의 대두는 신라 중앙 정부의 지배력을 약화시켰으며, 수취체제도 점점 해이해져 갔다. 더구나 신라 말기 귀족의 사치 향락은 늘어갔고, 따라서 비용도 증가했지만, 충족시킬 만한 재원(財源)은 반대로 줄어들었다. 이러한 재정적인 위기를 타개하기 위해 정부는 지방의 주·군에 조세를 독촉하게 되니(889년), 농민들은 결국 이중 부담을 강요받게 되었다.
신라의 성시(盛時)로부터 무거운 조세와 역역(力役)을 부담하고 있던 농민은 유민(流民) 혹은 도적이 되어 질서를 교란하였다. 그러나 이 새로운 질서는 금성(金城, 경주)을 중심으로 한 신라의 구질서에 대한 타격을 뜻한다. 조세의 독촉은 영세한 농민층을 자극하여 농민반란(農民叛亂)을 일으키게 하였다.
이리하여 진성대왕 3년(889년) 원종(元宗)과 애노(哀奴) 등이 사벌주를 근거로 하여 반란을 일으켰으므로, 나마 영기(令奇)에게 명하여 붙잡게 하였다. 영기가 적의 보루(堡壘)를 멀리서 바라보고는 두려워 앞으로 나아가지 못하였으나, 촌주(村主) 우련(祐連)은 힘껏 싸우다가 죽었다. 진성대왕은 칙명을 내려 영기를 목베고 나이 10여 세된 우련의 아들로 촌주의 직을 잇게 하였다. 이로써 반란은 겨우 진정되었으나 호족들은 대혼란을 틈타 세를 확장하고 백성들은 도적의 무리로 변해갔다.
891년 10월에는 북원(北原)의 도적 우두머리 양길(梁吉)이 봉기하였다. 그때 궁예는 죽주의 세력가 기훤에게 부하가 되겠다고 부탁했지만 멸시되어 양길의 수하가 되었다. 궁예를 얻은 양길은 그의 부하 궁예(弓裔)를 보내 100여 명의 기병을 이끌고 북원의 동쪽 마을 및 명주(溟州) 관내 주천(酒泉) 등 10여 군현을 습격하였다.

### 견훤의 반란
892년 완산(完山)의 세력가 견훤이 그 주에 근거하여 스스로 후백제(後百濟)라 칭하였는데, 무주(武州) 동남쪽의 군과 현이 항복하여 소속되었다. 이어 서라벌 서남쪽의 주현(州縣)을 공격하며, 견훤은 자신을 '신라서면도통지휘병마제치지절도독전무공등주군사행전주자사겸어사중승상주국한남군개국공'이라 칭하며 의자왕의 원수를 갚겠다하니 가는 곳마다 메아리쳐 호응하여 그 무리가 달포 사이에 5,000여 명에 달하였다.

### 궁예의 세력확장
891년에 죽주(竹州)의 기훤의 부하가 되었다가 멸시를 받자 빠져나와 892년에 북원(北原)의 양길의 부하가 되었다. 궁예는 양길의 신임을 받어 군사를 거느리고 주천(酒泉:지금의 예천)·내성(奈城:지금의 영월)·어진(지금의 울진) 등을 공략하여 항복 받았다. 894년 10월에 명주(溟州;江陵)를 점령하면서 강릉지역까지 수중에 넣었다. 그는 여세를 몰아 화천, 철원 등 강원도 대부분의 지역을 점령하기에 이르렀다. 궁예의 세력이 급성장하자 패서지역(예성강 이북 지역) 호족들이 차례로 궁예에게 자진 투항하였다. 이렇게 되자 궁예는 더 이상 양길의 존재를 필요로 하지 않았다. 드디어 양길과 결별하고 독립을 선언했다.
이때부터 사실상의 태봉의 건국이다. 896년에는 7월 임진강을 따라 북상하여 당시 송악(松嶽; 지금의 개성)의 호족이었던 왕륭(왕건의 아버지)의 투항을 받았다. 예는 왕륭의 아들 왕건을 철원군 태수로 임명하였다. 그는 왕륭과 왕건 부자의 도움을 얻어 손쉽게 경기북부지역과 서해안 일대를 손아귀에 넣었다. 그리고 경기지역 호족들의 경제적 지원에 힘입어 충주지역 일대까지 무력으로 병합하였다. 898년 송악을 태봉의 사실상 수도로 삼고, 왕건으로 하여금 양주와 청주(淸州;溫陽) 등 30여 성을 정벌하도록 하였다. 899년 청주 지방을 점령하여, 소백산맥 이북의 한강 유역 전역을 수중에 넣었다. 궁예는 이 과정에서 공이 많은 왕건에게 신라의 최고관직인 아찬 벼슬을 주었다. 또 이때 7월에 양길이, 궁예가 세력이 급성장 하는 것이 꺼리어 국원(國原) 등 10여 곳의 성주들과 함께 그를 칠 것을 모의하고 비뇌성(非惱城)에서 두 세력이 격돌했고, 양길의 군사가 패하여 흩어져 달아났다. 궁예는 양길의 모든 세력들을 흡수하여 더욱 강성해졌다.
900년 10월에 국원(國原), 청주(靑州), 괴양(槐壤)의 도적 우두머리 청길(淸吉)과 신훤(莘萱) 등이 성을 바쳐 궁예에게 항복하였다.

### 신라의 개혁
이러하게 개혁이 요구 되는 신라에 최치원이 나타났다. 그는 당나라에서 884년 음력 10월 귀국했고, 885년 시독 겸 한림학사(侍讀兼翰林學士), 수병부시랑(守兵部侍郞) 지서서감(知瑞書監)이 되었으나 문란한 국정을 통탄하고 외직(外職)을 자청, 태산(太山 : 지금의 전북 태인) 등지의 태수(太守)를 지냈다.
나라의 멸망을 앞당긴 진성여왕은 반란군과 호족세력이 난무하는 가운데서 인재들에게 개혁안을 올리라고 독촉하였다. 최치원은 894년 진성대왕에게 시무(時務) 10여 조(條)를 상소해서 아찬이 되었다. 그러나 귀족들의 거센 반발로 인하여 그 후 관직을 내놓고 난세(亂世)를 비관, 각지를 유랑하다가 가야산 해인사에서 여생을 마쳤다. 곧 이와 함께 신라의 국운도 종말에 가까워져 갔다.
천년 왕국의 도읍 금성의 서남쪽에서 도적이 일어났는데, 그들은 바지를 붉은 색으로 하여서 스스로를 다른 사람과 다르게 하였으므로 사람들은 그들을 적고적(赤袴賊)이라 불렀다. 이들은 주현(州縣)을 무찔러 해치고 수도의 서부 모량리(牟梁里)에까지 이르러 민가를 약탈하여 갔다. 이 사건은 신라의 개혁이 완전히 실패하고 지배력도 미약해져 소생 가능성이 희박해진 것을 보여주는 일이다.

## 후삼국의 쟁탈

### 후삼국의 정립
이들 중 궁예와 견훤은 각각 새로운 정권을 수립, 건국하여 신라와 정립(鼎立)하게 되었다. 이를 후삼국(後三國)이라 한다.
900년 견훤은 영토에 대한 지배권을 확실히 하고, 자신의 존재를 명확히 드러내고자 순행을 떠나 완산주에 이르자 주민들이 크게 환영하였다. 완산주에서 견훤은 옛 백제 의자왕의 울분을 씻겠다는 뜻을 내보였다. 이때 비로소 견훤은 백제왕을 칭하였고, 연호를 정개(政開)라고 정하였으며, 자신이 세운 나라의 제도와 관직을 정비하였으며, 중국 강남의 오월에 사신을 보내어 외교 관계를 맺었다. 견훤의 발언에서 옛 백제인들은 신라에 완전히 동화되지 않고 백제인으로서 정체성을 지녔음을 추측할 수 있다. 나라의 이름을 백제라 칭하였으나 삼국시대와 구분지어 후백제라 불린다.
견훤이 나라를 세우자 901년 궁예는 효공왕 때 태봉을 건국하였다. 다만 초기에는 고구려계 호족들의 영향을 받아 나라 이름을 고구려의 5세기경 국호인 고려라고 정했다. 삼국사기의 영향으로 고려 왕조의 정통성 강조를 위해 궁예의 나라를 후고구려라고 불러왔고, 그 영향이 오늘날까지 이르렀으나, 이제는 그와 같은 역사적 사고관을 받아들일 필요가 없으며, 태봉이란 국호를 가장 오래 쓴만큼 궁예의 왕조는 태봉이라고 하는게 맞다.
후백제와 태봉을 외에도 여타 호족들도 신라 조정의 영향력에서 벗어나 독자적인 세력을 구축하였다.

### 후백제와 태봉의 세력확장
901년 8월에 후백제 왕 견훤이 대야성이 워낙 견고하여 공격하였으나 이기지 못하자 군사를 금성(錦城)의 남쪽으로 옮겨 연변(沿邊)의 마을을 약탈하고 돌아갔다. 그러나 903년에 금성(현재 나주) 일대의 10여 군현을 왕건의 수군 기습에 의해 빼앗겼다. 또, 906년에는 상주의 사화진 일대에서 왕건과 싸워 패전하였다. 패전을 설욕하기 위해 군사를 재정비한 후백제는 907년 일선군(一善郡) 이남의 10여 성을 모두 공취하였다. 견훤은 몸소 보병과 기병 3천 명을 이끌고 서해의 해상권 회복을 위해 나주성(羅州城)을 에워싸고 열흘이 지나도록 풀지 않았다. 결국, 궁예가 수군을 내어 그들을 습격하자 견훤이 군사를 이끌고 물러갔다.
양길의 세력을 흡수하고, 나주를 획득하여 삼한의 절반을 차지한 궁예는 903년 도읍을 옮기고자 하여 철원과 부양(斧壤)에 이르러 산수를 두루 살펴보았다. 904년에는 여러 관직을 설치하였는데, 일부 관직을 제외하고는 대체로 신라의 제도를 따랐다. 이 때 나라 이름을 '후고구려'에서 마진(摩震)이라 하고 연호를 무태(武泰) 원년(元年)이라 하였다. 패강도(浿江道)의 10여 주현이 궁예에게 항복하였다. 905년 7월에 궁예가 드디어 철원으로 도읍을 옮겼다. 8월에는 궁예가 군사를 움직여 신라의 변방 고을을 침략하고 약탈하며 죽령(竹嶺) 동북쪽에까지 이르렀다. 신라 조정은 땅이 날로 줄어드는 것을 듣고 매우 걱정하였으나 힘으로 막을 수가 없어, 여러 성주(城主)들에게 명하여 나가서 싸우지 말고 성벽을 굳건히 하여 지키도록 하였다.

### 고려-후백제전쟁

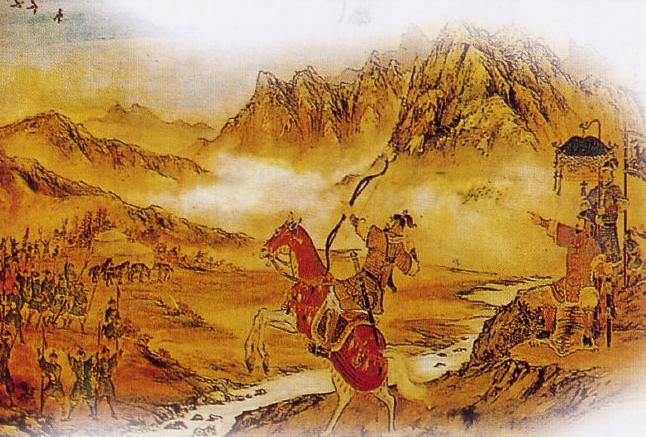
공산 전투에서
(공산성 전투에서 (신숭겸 장군(우측에 선 이)과 고려 태조 왕건(오른쪽에서 두 번째 앉은 이)))

911년 궁예는 나라 이름을 태봉이라 하였으며, 연호를 수덕만세로 고쳤다. 궁예는 미륵신앙을 바탕으로 강력한 왕권을 꿈꾸었으나, 호족들의 반발로 내분이 깊어졌다. 궁예는 패서 호족들을 견제하기 위해 수도를 송악에서 철원으로 옮기고, 고구려 색채를 빼고자 마진/태봉과 같은 고구려와 무관한 국호 변경을 자주 시행했으며, 청주 호족들을 중용하는 등 왕권강화책을 시행했다. 또한 미륵관심법으로 왕권에 위협이 될 만한 호족들을 죽였다. 심지어 패서 호족의 딸이었던 강비와 자식마저도 죽이고 만다. 이 때문에 신하들의 반발이 심했고, 시중 왕건마저 관심법으로 의심을 하자, 결국 왕건과 따르던 장군들이 역성혁명을 일으켜 나라를 잃고 말았다.
궁예의 최후는 일반적으로 도망치다가 성난 백성들에게 맞아 죽었다고 알려져 있다. 그 외의 설로는 철원 근처의 명성산에서 저항하다 죽었다는 설 또한 전해지고 있으나, 일반적으로는 성난 백성의 손에 죽었다는 것이 정설이다.
918년 궁예가 축출되어 태봉은 멸망하고, 왕건은 즉위하면서 고려(高麗)를 건국하였다. 연호를 천수(天授)라 하고 송악으로 천도하였으며 궁예를 지지하던 장수, 호족들의 반발과 반란시도가 있었으나 왕건은 이를 잘 무마하고, 후백제와 삼한일통의 자웅을 겨루게 된다.
왕건은 처음에는 인질을 교환하며 후백제와 휴전을 했다. 그러나 얼마 지나지 않아 고려에 있던 백제 인질 진호가 갑자기 사망하여 교전상태에 돌입한다. 이로 인해 상주 일대는 후백제와 고려의 전쟁터가 되었다. 이미 지방에 대한 통제력을 완전히 상실한 신라에서는 지방 호족들이 독자적으로 고려나 후백제와 통교하고 있었다. 호족들과의 이합집산과 신라와의 외교관계를 빌미로 삼아 고려와 후백제는 삼한의 주인 자리를 놓고 경쟁하게 된다. 그 결과로 고려와 후백제는 공산(현재 대구)과 고창(현 안동)의 큰 두번의 전투를 치르게 된다. 공산에서 왕건이 대패하고, 고창에서는 견훤의 대패로 끝났다. 이후 운주성 전투에서 견훤이 대패하여 어느덧 고려가 우위를 점하게 된다. 다만 운주성 전투 이후로도 둘은 세력 균형을 유지하고 있으나, 후백제는 내부 균열로 서서히 무너져 내리기 시작한다.

### 후삼국의 통일
한편 후백제의 국내 정세는 왕위 계승 문제로 혼란, 견훤이 그의 아들 신검을 따르는 무리에게 폐위되고 금산사에 유폐되어 백제의 정치권은 혼란을 겪는다. 분노한 견훤은 왕건에게 항복 의사를 밝히고, 고려의 월경지 나주를 거쳐서 고려로 귀순한다. 견훤마저 항복한 상황에서, 명목만 유지하던 신라의 경순왕은 935년 고려에 나라를 바친다.  왕건은 백제국의 창업자인 견훤을 상보(上父)로써 받아들이고, 경순왕에게서 신라의 전통과 권위를 이어받는데에 성공한다. 이후, 936년 왕건은 명주대광(大匡) 왕순식과 백제국왕 견훤을 앞세워 말갈기병과 호족들을 모두 대동하여 총 10만의 병력을 이끌고 일리천에서 후백제군을 물리치고 황산에 이르러 항복을 받아낸다.
후삼국의 혼란을 수습하고 새로운 통일 왕조를 세우는 데 성공한 왕건은 고구려의 계승자를 내세우며 발해 유민을 받아들이고, 북진정책을 시행하여 영토를 넓히고, 거란을 경계했으며, 서경(西京, 평양) 개척에 노력하였다. 장군 유금필로 하여금 동북 지방을 되찾도록 하여 영토를 늘렸다.
또한 신라가 지니는 전통적인 권위를 원용(援用)하려 하였다. 경순왕을 경주의 사심관에 임명하여 신라의 지배층을 흡수·회유하였고, 통일 후 호족들과 결혼 정책을 통해 사돈 관계를 맺으면서 이들과 연합하였다. 삼한을 재통일한 왕건의 시대에는 큰 문제가 드러나지 않았지만, 이런 호족 회유책에도 불구하고 호족들의 존재는 왕건의 사후 광종 대에 이르기까지 혼란을 일으킬 원인이 되었다. 왕건이 《정계(政誡)》, 《계백료서(誡百寮書)》를 저술하고 특히 〈훈요십조〉(訓要十條)를 남겨 후세에 정치의 귀감으로 삼게 한 것도 호족들의 발흥에 대한 우려에서 나온 것으로 보인다.

## 연표
- 892년 : 견훤의 반란, 광주 점령. 궁예, 양길의 반군에 가담하다.
- 900년 : 후백제가 공식적으로 건국
- 901년 : 궁예가 태봉를 세운다. 초기에는 국호를 '후고구려'라고 했다.
- 904년 : 궁예가 고려에서 마진으로 국호를 바꾸고 궁예도성(강원도 철원군)으로 수도를 옮겼다.
- 911년 : 마진에서 마지막 이름인 태봉으로 국호를 바꾼다.
- 917년 : 신라 경명왕의 5남 박언창이 후사벌을 건국하다.
- 918년 : 왕건이 역성혁명을 일으켜서 태봉을 멸망시키고 고려를 건국한다.
- 926년 : 거란이 발해를 침략. 발해 태자 대광현이 부하 30여 명을 데리고 고려 태조에게 귀순.
- 928년 : 견훤이 신라를 침공해 경주를 함락시킨다. 신라 경애왕을 견훤이 사살한다.
- 929년 : 견훤이 후사벌을 공격해 멸망시킨다.
- 930년 : 고창 전투 - 왕건이 견훤에게 신라 경애왕을 죽인 것을 비판하고 전쟁을 일으킨다.
- 934년 : 홍성 전투 - 후백제의 국력을 손상시킨다. 이 전투에서 후백제는 8000명의 군사를 잃는다.
- 935년 : 견훤이 금강(막내)을 후계자로 선정한다. 신라가 고려 태조에게 항복한다.
- 936년 3월 : 견훤이 아내 고비녀와 박영규를 데리고 고려로 망명한다.
- 936년 8월 : 견훤과 왕건이 공동으로 지휘했던 황산 전투에서 후백제를 멸망시킨다. 쿠데타의 주범인 능환과 양검을 처벌하고, 드디어 후삼국 통일을 이룬다.

## 같이 보기
- 남북국 시대
- 신라의 삼국통일
- 후삼국 시대의 인물 목록